# Oligostigma flavialbalis
Oligostigma flavialbalis là một loài bướm đêm trong họ Crambidae.